# L'idolo danzante
L'idolo danzante (The Idol Dancer, con il sottotitolo A Story of the Southern Seas) è un film muto del 1920 diretto da David W. Griffith.
La protagonista, Clarine Seymour, morì a 21 anni sotto i ferri del chirurgo poco dopo l'uscita del film, interrompendo una brevissima ma già brillante carriera.

## Trama
Nelle isole dei Mari del Sud, rifiuti umani, ossessioni religiose e nativi danno luogo a uno scontro di civiltà.
Mary, una bellissima mulatta cresciuta in un'isola dei Mari del Sud, suscita l'amore di Dan McGuire, uno scarto della società che si è ridotto a diventare un ubriacone. Un giorno, nell'isola giunge Walter Kincaid, il nipote del missionario locale. Il giovane si sente attratto da Mary che lo usa per ingelosire Dan. Lo spirito religioso di Walter colpisce talmente i due innamorati che la ragazza getta in mare il suo idolo di legno e Dan viene indotto a smettere di bere.
Mentre tutti gli uomini dell'isola sono fuori per una battuta di pesca, un gruppo di schiavisti attacca il villaggio per catturare le donne. L'unico rimasto è Walter che riesce a chiedere aiuto suonando il tamburo di guerra. Gli indigeni, ritornati di furia indietro, battono i pirati, salvando le donne. Il sacrificio di Walter, ferito a morte, induce Mary e Dan a santificare la loro relazione con un matrimonio cristiano.

## Produzione
Il film fu prodotto dalla D.W. Griffith Productions con il titolo di lavorazione Fires of Love. Venne girato in soli quattro giorni in Florida, a Fort Lauderdale e alle Bahamas, a Nassau.

## Distribuzione
Il copyright del film, richiesto dalla David W. Griffith, fu registrato il 7 maggio 1920 con il numero LP15114.
Distribuito dalla First National Exhibitors' Circuit, il film uscì il 21 marzo 1920, presentato in prima al Mark Strand Theatre di New York. Nel 1997, il film venne distribuito dalla Critics' Choice Video in VHS con la colonna sonora di Jim Roberge. La Grapevine Video lo fece uscire nel 2004 in DVD.

### Date di uscita
IMDb e Silent Era DVD
- USA	21 marzo 1920
- USA  1997  VHS
- USA  2004  DVD

Alias
- Fires of Love	USA (titolo di lavorazione)
- Rainbow Isle	USA (titolo di lavorazione)
- A Story of the Southern Seas (sottotitolo)